# Ledbånd
Et ledbånd (latin: ligamentum, fra ligare; at binde) er en fibrøs bindevævsstruktur, som forbinder knogle med knogle i et led. Betegnelsen bruges både om ledbånd og om forstærkede områder i ledkapsler.